# Albina de Cesareia

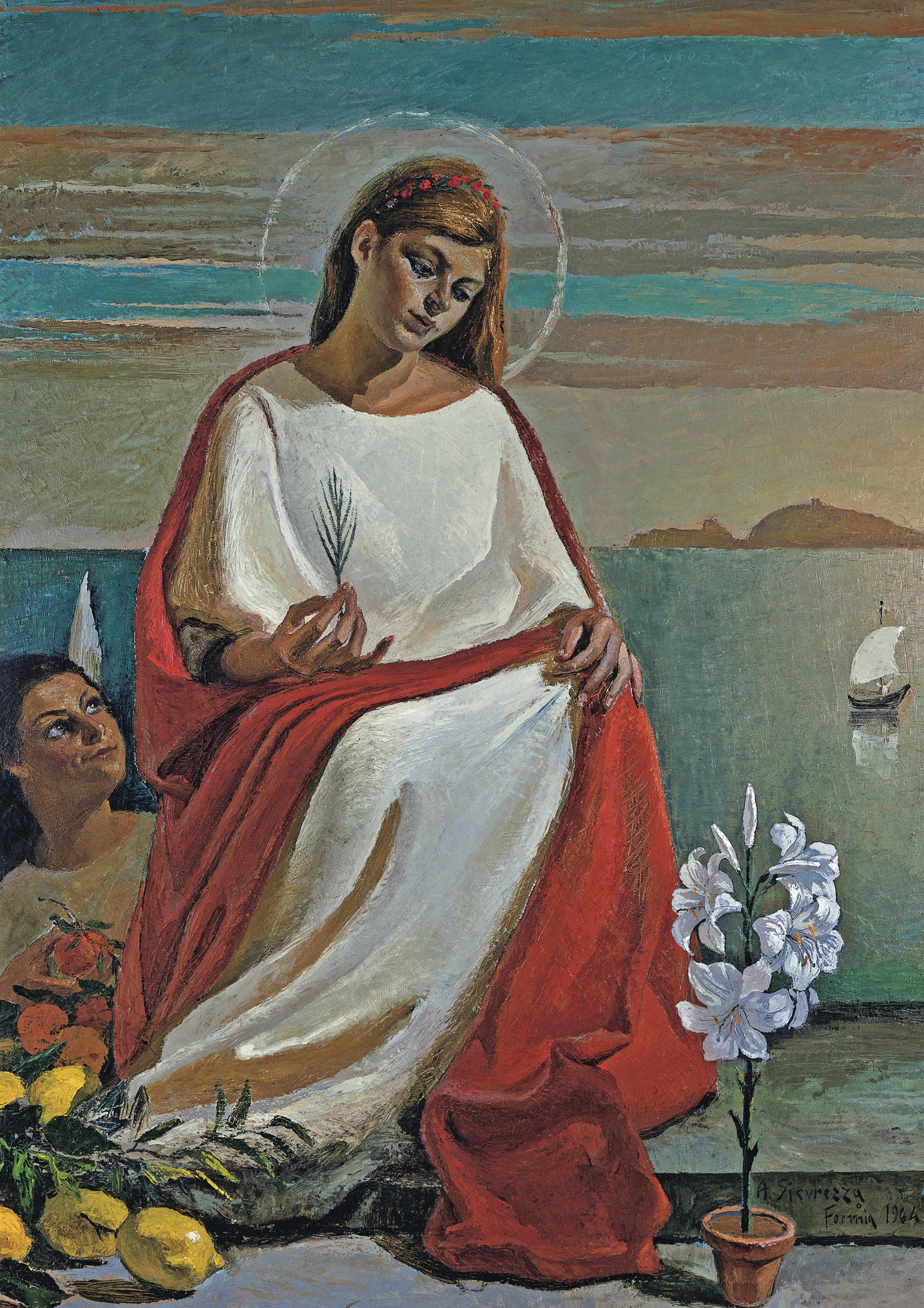
Santa Albina, pintura de Antonio Sicurezza. A folha na mão é o atribute do mártir na iconografia cristã

O nome Albina faz referência à "Deusa Branca", deusa etrusca da madrugada e protetor dos amantes malfadados. Era um nome comum na Roma antiga. De acordo com Nênio, a Grã-Bretanha ganhou o seu primeiro nome, Albion de Albina, a Deusa Branca, o mais velho dos cinquenta Danaides, possivelmente proveniente das palavras alemãs "elf-mulher". Parece haver várias mulheres diferentes nomeadas Albina lembradas como santas na igreja católica romana.